# Троттер, Оби
Обадия Нельсон «Оби» Троттер (англ. Obadiah Nelson «Obie» Trotter; род. 9 февраля 1984, Робертсдейл, штат Алабама, США) — американский и венгерский профессиональный баскетболист, играющий на позиции разыгрывающего защитника. Выступает за баскетбольный клуб «Латина».

## Карьера
Обадиа Нельсон Троттер или, как он больше известен в баскетбольном мире, Оби Троттер, выпускник колледжа Алабамы, стал одним из самых титулованных баскетболистов своего колледжа. Трижды он входил в символическую пятерку All-Conference, дважды — в символическую пятерку All-America, дважды признавался лучшим защищающимся игроком года, и был игроком года по итогам Southwestern Athletic Conference (SWAC), был MVP SWAC, а также был победителем регулярного сезона и чемпионата конференции в сезоне 2004/05. Троттер был лидером по перехватам в первом дивизионе NCAA и являлся обладателем 8 результата по перехватам (346) за всю историю колледжа Алабамы.
Сразу по завершении учёбы в 2006 году Оби подал заявку на драфт НБА, однако ни один клуб его не выбрал, и Троттер решил попытать счастья за океаном.
Его первым профессиональным клубом стал немецкий «Гиссен Фотисиксерс», за который Троттер успешно выступал в течение практически двух сезонов.
В январе 2008 года Троттер подписал контракт с французским «Этендард де Брест» до конца сезона.
В сезоне 2009/2010 Оби попробовал свои силы в Финляндии, защищая цвета клуба «Торпан Поят» и добившись с командой «серебра» в чемпионате страны. И в том же году Троттер удостоился звания лучшего защитника в финской лиге, а также вошёл в символические пятерки лучших игроков финской лиги и лучших легионеров чемпионата Финляндии по версии баскетбольного портала Eurobasket.com.
Два года за венгерский «Сольноки Олай», многочисленные клубные и персональные достижения (Кубок Венгрии — 2011, 2012, полуфинал Кубка Вызова ФИБА — 2012, Игрок года, Защитник года по версии Eurobasket.com — 2011, 2012, Легионер года — 2011) привели к тому, что Троттер получил гражданство Венгрии и сыграл за свою новую родину на чемпионате Европы в 2011 году.
В сезоне 2012/2013 Оби выступал за «Нижний Новгород» и вышел с командой в четвертьфинал Единой Лиги ВТБ.
В июле 2013 года подписал контракт с люберецким «Триумфом». В августе, выступая за сборную Венгрии, получил травму мениска коленного сустава и перенес операцию. В сентябре, контракт по соглашению обеих сторон был аннулирован в связи с тем, что игрок не сможет восстановиться к началу сезона после повторной операции на колене.
В январе 2014 года, Троттер вернулся в «Сольноки Олай», подписав контракт до окончания сезона 2013/2014.
Следующие полтора сезона Оби провёл в Греции, где выступал в составе КАОД (8,3 очка, 2,8 подбора и 2,8 передачи в среднем за игру) и «Короивос».
В марте 2016 года стал игроком «Нью Баскет Бриндизи».